# Cymbocarpa refracta
Cymbocarpa refracta är en enhjärtbladig växtart som beskrevs av John Miers. Cymbocarpa refracta ingår i släktet Cymbocarpa och familjen Burmanniaceae. Inga underarter finns listade i Catalogue of Life.